# 에어 포스 센트럴 FC
에어 포스 센트럴 FC(태국어: สโมสรฟุตบอลแอร์ฟอร์ซ เซ็นทรัล, 영어: Air Force Central FC)는 방콕을 연고로 하던 태국의 축구 클럽이다. 현재는 타이 리그 2에 참가하고 있다. 1937년부터 2009년까지는 태국 왕실 공군 FC(Royal Thai Air Force)라는 명칭을 사용했다. 2019년에 우타이타니주로 연고를 이전하고 우타이타니 FC가 창단되면서 해체되었다.

## 성적
- 타이 프리미어리그: 우승 2회 (1997, 1999)
- 퀸스컵: 우승 3회 (1970, 1974, 1982)
- 태국 FA컵: 우승 3회 (1995, 1996, 2001)
- 꼬르 로얄컵 (ถ้วย ก.): 우승 14회 (1952-53, 1957-1963, 1967, 1987, 1996, 1997, 1999)
- 코르 로얄컵 (ถ้วย ข.): 우승 16회 (1949-51, 1961, 1962, 1964, 1965, 1967, 1973, 1977, 1982, 1985-87, 1989, 1991)
- 코르 로얄컵 (ถ้วย ค.): 우승 8회 (1966, 1970, 1971, 1983, 1985-87, 1990)
- 응오르 로얄컵 (ถ้วย ง.): 우승 4회 (1966, 1984, 1986, 1988)

## 역대 감독
| 감독          | 임기        |
| ------------- | ----------- |
| 삐야퐁 피우온 | 1997 ~ 2008 |